# Powiat Kami (Miyagi)
Powiat Kami (jap. 加美郡 Kami-gun) – powiat w Japonii, w prefekturze Miyagi. W 2024 roku liczył 27 113 mieszkańców.

## Miejscowości
- Kami
- Shikama